# Patients
Patients è un film del 2016 diretto da Mehdi Idir e Grand Corps Malade.